# ACWL
ACWL est un groupe de rock alternatif français dont la principale particularité est le mélange des genres (dream pop, indie, metal...).

## Biographie
Le groupe est formé à Paris. Ils enregistrent tout d'abord un premier album auto-produit. Ils signent ensuite chez M10 et sortent un album intitulé ACWL, en septembre 2001. La chaîne musicale MCM diffuse le clip À l'absent propulsant les « Acwliens » parmi les espoirs de la scène rock française. Le groupe se produit ensuite dans de nombreuses salles françaises. Ils jouent au Printemps de Bourges et à La Maroquinerie, puis accompagnent Indochine en tournée, pour faire ses premières parties dont celle de Bercy le 3 juin 2003.
Le 2 mai 2005 leur second album Une vie plus tard parait chez Active Entertainment et PIAS. Les titres phares sont Embrasse-moi et Les Amants du paradis, ainsi que Quand viendra l'heure, en duo avec Nicola Sirkis, second single issu de l'album. Les singles Embrasse-moi et Quand viendra l'heure sont régulièrement diffusés sur les radios, de même que leurs clips sur les chaines de télévision musicales, le groupe commence à se faire connaitre. Il termine ainsi classé quatrième de « l'Indé 30 » du Mouv' en 2005.
Un troisième album, Le Chemin du ciel, sort en avril 2009 chez XIII Bis Records,, suivi d'une tournée acoustique jusqu'en juin 2011. En 2012, ils sortent leur quatrième album, L'Être ange démon, auto-produit. En 2016, ils sortent l'album Internel.
Le groupe annonce le décès de Jean (guitare, voix, claviers, programmation, sitar) le 2 avril 2019.

## Membres
- Clin — basse, voix
- Patrick — batterie
- Jean — guitare, voix, claviers, programmation, sitar (décédé en 2019)

David, l'ex-batteur, quitte le groupe en 2001 après la sortie de l'album ACWL.